# Nati nel 1918/Marzo
| Questa pagina contiene informazioni ricavate automaticamente dalle voci biografiche con l'ausilio del template Bio e di un bot. L'aggiornamento è periodico e automatico e ricostruisce completamente la pagina. Se manca una persona in questa lista, sei pregato di non aggiungerla, ma accertati piuttosto che la sua voce biografica contenga il template Bio e che i dati anagrafici siano correttamente compilati. Se il template Bio manca, inseriscilo tu stesso o, in alternativa, metti l'avviso {{tmp\|Bio}} che ne segnala la mancanza. Se i dati riportati sono sbagliati, correggi direttamente la voce biografica; le modifiche saranno visibili in questa lista entro pochi giorni. Per chiarimenti vedi il progetto biografie. La lista contiene solo le 132 persone che sono citate nell'enciclopedia e per le quali è stato implementato correttamente il template Bio. Pagina aggiornata al 18 ago 2025. |

- 1º marzo - Franz Becker, calciatore tedesco († 1965)
- 1º marzo - Marie Louise Berneri, anarchica e scrittrice italiana († 1949)
- 1º marzo - Sabri Ergun, ingegnere chimico turco († 2006)
- 1º marzo - Else Fischer, ballerina e coreografa svedese († 2006)
- 1º marzo - Gladys Spellman, politica statunitense († 1988)
- 1º marzo - Duncan White, ostacolista e velocista singalese († 1998)
- 1º marzo - Roger Delgado, attore britannico († 1973)
- 2 marzo - Ned Endress, cestista e allenatore di pallacanestro statunitense († 2010)
- 2 marzo - Elena Gatti Caporaso, politica italiana († 1999)
- 3 marzo - Fernand Buyle, calciatore belga († 1992)
- 3 marzo - Arthur Kornberg, biochimico statunitense († 2007)
- 3 marzo - Emilio Legnani, militare italiano († 2006)
- 3 marzo - Arnold Newman, fotografo statunitense († 2006)
- 3 marzo - Fritz Thiedemann, cavaliere tedesco († 2000)
- 3 marzo - San Yu, politico e generale birmano († 1996)
- 4 marzo - Luigi Lagna, militare e aviatore italiano († 1937)
- 4 marzo - José María Larrauri Lafuente, vescovo cattolico spagnolo († 2008)
- 4 marzo - Antonio Nuvoli, cantante italiano († 2012)
- 4 marzo - Margaret Osborne duPont, tennista statunitense († 2012)
- 4 marzo - Voldemārs Šmits, cestista e pallavolista lettone († 1975)
- 5 marzo - John Billings, medico australiano († 2007)
- 5 marzo - Carlos Piernavieja, cestista, pallamanista e nuotatore spagnolo († 1989)
- 5 marzo - Francisco del Río, cestista, allenatore di pallacanestro e dirigente sportivo argentino († 2011)
- 5 marzo - Milt Schmidt, hockeista su ghiaccio e allenatore di hockey su ghiaccio canadese († 2017)
- 5 marzo - James Tobin, economista statunitense († 2002)
- 6 marzo - Giuseppe Castellini, calciatore italiano († 1975)
- 6 marzo - James Edwards, attore statunitense († 1970)
- 6 marzo - Howard McGhee, trombettista statunitense († 1987)
- 6 marzo - María Mercader, attrice spagnola († 2011)
- 6 marzo - Bruno Pisani, calciatore italiano
- 7 marzo - Dario Ambrosini, pilota motociclistico italiano († 1951)
- 7 marzo - Evgenij Filippovič Ivanovskij, generale sovietico († 1991)
- 7 marzo - Börje Leander, calciatore svedese († 2003)
- 7 marzo - Rolf Thiele, regista, sceneggiatore e produttore cinematografico tedesco († 1994)
- 8 marzo - Jacques Baratier, regista e sceneggiatore francese († 2009)
- 8 marzo - Raimondo Collodoro, politico italiano († 2003)
- 8 marzo - Eileen Herlie, attrice scozzese († 2008)
- 8 marzo - Jone Salinas, attrice italiana († 1992)
- 9 marzo - Marguerite Chapman, attrice statunitense († 1999)
- 9 marzo - Vance Colvig, attore, compositore e doppiatore statunitense († 1991)
- 9 marzo - Cristoforo Moscioni Negri, scrittore italiano († 2000)
- 9 marzo - George Lincoln Rockwell, politico statunitense († 1967)
- 9 marzo - Mickey Spillane, scrittore, sceneggiatore e fumettista statunitense († 2006)
- 10 marzo - Carlo Ludovico d'Asburgo-Lorena, nobile austriaco († 2007)
- 10 marzo - Anatolij Michajlovič Granik, regista cinematografico sovietico († 1989)
- 10 marzo - Fernando Peyroteo, calciatore e allenatore di calcio portoghese († 1978)
- 10 marzo - Günther Rall, aviatore e generale tedesco († 2009)
- 11 marzo - Istvan Frank, filologo ungherese († 1955)
- 11 marzo - Pino Gallotti, alpinista e ingegnere chimico italiano († 2008)
- 11 marzo - Thomas Gordon, psicologo statunitense († 2002)
- 11 marzo - Fermo Ognibene, militare e partigiano italiano († 1944)
- 12 marzo - Martino Aichner, aviatore e imprenditore italiano († 1994)
- 12 marzo - Frank Overton, attore statunitense († 1967)
- 12 marzo - Mario Feliciani, attore e doppiatore italiano († 2008)
- 12 marzo - Willy Fitz, calciatore austriaco († 1993)
- 12 marzo - Elaine de Kooning, pittrice e scultrice statunitense († 1989)
- 12 marzo - John C. Lee, militare statunitense († 1973)
- 12 marzo - Ermenegildo Soncini, architetto italiano († 2013)
- 12 marzo - Guerrino Tomasoni, ciclista su strada italiano († 1975)
- 13 marzo - Adriano Angerilli, militare italiano († 2021)
- 13 marzo - George McAfee, giocatore di football americano statunitense († 2009)
- 13 marzo - Grigorij Pomeranc, scrittore russo († 2013)
- 13 marzo - Mario Tossoni, calciatore argentino
- 14 marzo - Alfons Benedikter, politico italiano († 2010)
- 14 marzo - Giancarlo Castelli, calciatore e allenatore di calcio italiano († 1988)
- 14 marzo - Abba Kovner, poeta, scrittore e partigiano israeliano († 1987)
- 14 marzo - Dennis Patrick, attore statunitense († 2002)
- 15 marzo - Jean Achard, pilota automobilistico, giornalista e partigiano francese († 1951)
- 15 marzo - Aristide Coscia, calciatore e allenatore di calcio italiano († 1979)
- 15 marzo - Zara Doluchanova, mezzosoprano sovietico († 2007)
- 15 marzo - Richard Ellmann, critico letterario e biografo statunitense († 1987)
- 15 marzo - Francesco Rizzitelli, militare e aviatore italiano († 1944)
- 16 marzo - Antonio Moro, calciatore italiano
- 16 marzo - Arnaldo Pegollo, militare e partigiano italiano († 1945)
- 16 marzo - Lido Poli, militare e aviatore italiano († 1993)
- 16 marzo - Frederick Reines, fisico statunitense († 1998)
- 16 marzo - Aldo van Eyck, architetto olandese († 1999)
- 17 marzo - Silvio Federico Baridon, partigiano, francesista e critico letterario italiano († 1983)
- 17 marzo - Marcel Lefèvre, aviatore e militare francese († 1944)
- 17 marzo - Mario Spinella, scrittore e giornalista italiano († 1994)
- 17 marzo - Fritz Vogt, militare tedesco († 1945)
- 18 marzo - Sidney Allen, linguista e glottologo britannico († 2004)
- 18 marzo - Timothy Bowes-Lyon, XVI conte di Strathmore e Kinghorne, nobile britannico († 1972)
- 18 marzo - Frans Hogenbirk, allenatore di calcio e calciatore olandese († 1998)
- 18 marzo - Jake Weber, cestista statunitense († 1990)
- 19 marzo - Harry Derckx, hockeista su prato olandese († 1983)
- 19 marzo - Takehiko Fukunaga, poeta, traduttore e romanziere giapponese († 1979)
- 19 marzo - Ettore Girardengo, calciatore italiano († 1993)
- 19 marzo - Cipriano Biyehima Kihangire, vescovo cattolico ugandese († 1990)
- 19 marzo - Raffaele Porrani, carabiniere italiano († 1943)
- 20 marzo - Marian McPartland, pianista e compositrice britannica († 2013)
- 20 marzo - Belus Smawley, cestista e allenatore di pallacanestro statunitense († 2003)
- 20 marzo - Bernd Alois Zimmermann, compositore tedesco († 1970)
- 21 marzo - Gino Covili, pittore italiano († 2005)
- 21 marzo - Verna Fields, montatrice statunitense († 1982)
- 21 marzo - Patrick Lucey, politico e ambasciatore statunitense († 2014)
- 21 marzo - Alberto Marvelli, ingegnere e politico italiano († 1946)
- 21 marzo - Knud Børge Overgaard, calciatore danese († 1985)
- 21 marzo - Charles Thompson, pianista, organista e arrangiatore statunitense († 2016)
- 22 marzo - Fred Crane, attore e conduttore radiofonico statunitense († 2008)
- 22 marzo - Cheddi Jagan, politico guyanese († 1997)
- 22 marzo - Edward Van Dijck, ciclista su strada belga († 1977)
- 23 marzo - Colin M. Kraay, numismatico britannico († 1982)
- 23 marzo - Colin Long, tennista e telecronista sportivo australiano († 2009)
- 23 marzo - Kazu Naoki, calciatore giapponese
- 23 marzo - Émile Derlin Henri Zinsou, politico beninese († 2016)
- 24 marzo - Eero Kolehmainen, fondista finlandese († 2013)
- 25 marzo - Jackie Condon, attore cinematografico statunitense († 1977)
- 25 marzo - Howard Cosell, giornalista, telecronista sportivo e conduttore televisivo statunitense († 1995)
- 25 marzo - Gian Attilio Dalla Bona, medico, partigiano e antifascista italiano († 1945)
- 25 marzo - Victor Vicas, regista e sceneggiatore francese († 1985)
- 26 marzo - Eduardo Calvo, attore e doppiatore spagnolo († 1992)
- 26 marzo - Jean-Léon Destiné, ballerino haitiano († 2013)
- 26 marzo - Takashi Kasahara, calciatore giapponese
- 26 marzo - Paavo Myllylä, militare e aviatore finlandese († 1970)
- 27 marzo - Luigi Torti, calciatore italiano
- 28 marzo - Youly Algaroff, ballerino russo († 1995)
- 28 marzo - Norbert Carbonnaux, regista cinematografico e sceneggiatore francese († 1997)
- 28 marzo - Anselmo Colzani, baritono italiano († 2006)
- 28 marzo - David Ferrie, aviatore statunitense († 1967)
- 29 marzo - Pearl Bailey, attrice e cantante statunitense († 1990)
- 29 marzo - Erik Bladström, canoista svedese († 1998)
- 29 marzo - Pietro Borgarelli, politico e partigiano italiano († 1998)
- 29 marzo - Antonio Longhini, aviatore italiano († 1944)
- 29 marzo - Stefano Pascolini, ammiraglio italiano († 1970)
- 29 marzo - Sam Walton, imprenditore statunitense († 1992)
- 30 marzo - Roberto Cañedo, attore messicano († 1998)
- 30 marzo - Angelo Fioretti, canottiere italiano († 2001)
- 30 marzo - Franz Kaspirek, calciatore austriaco († 2008)
- 30 marzo - James Quigley, politico statunitense († 2011)
- 31 marzo - Ted Post, regista e insegnante statunitense († 2013)
- 31 marzo - Sheila Sherlock, medico inglese († 2001)